# Ascensionkwak
De Ascensionkwak (Nycticorax olsoni) is een uitgestorven vogel uit de reigerfamilie.

## Verspreiding en leefgebied
De soort kwam voor op Ascension.